# Dipentodontaceae
Dipentodontaceae é uma família de plantas dicotiledóneas, que compreende uma espécie no género Dipentodon.
São arbustos, de folhas caducas, inflorescência em umbela, originárias da China, Birmânia e do Nordeste da Índia.
O sistema APG II, de 2003, coloca a família numa posição incerta.